# Виллебордсе, Элизабет
Элизабет Виллебордсе (нидерл. Elisabeth Willeboordse; 14 сентября 1978, Мидделбург) — голландская дзюдоистка полусредней весовой категории, выступала за сборную Нидерландов в середине 2000-х — начале 2010-х годов. Бронзовая призёрка летних Олимпийских игр в Пекине, обладательница серебряной и бронзовой медалей чемпионатов мира, двукратная чемпионка Европы, победительница многих турниров национального и международного значения.

## Биография
Элизабет Виллебордсе родилась 14 сентября 1978 года в городе Мидделбурге провинции Зеландия. Активно заниматься дзюдо начала с раннего детства, проходила подготовку в Роттердаме в клубе Stichting Budokan.
Первого серьёзного успеха на взрослом международном уровне добилась в 2005 году, когда попала в основной состав голландской национальной сборной и выступила на домашнем чемпионате Европы в Роттердаме, где одолела всех своих соперниц в полусредней весовой категории и завоевала золотую медаль. Год спустя побывала на европейском первенстве в финском Тампере и на сей раз взяла бронзу, проиграв в полуфинале британской дзюдоистке Саре Кларк. Ещё через год добавила в послужной список бронзовую награду, полученную на чемпионате мира в Рио-де-Жанейро.
Благодаря череде удачных выступлений удостоилась права защищать честь страны на летних Олимпийских играх 2008 года в Пекине — в стартовом поединке взяла верх над россиянкой Верой Коваль, затем прошла представительницу Алжира Кахина Саиди, но на стадии четвертьфиналов потерпела поражение от кореянки Вон Ог Им, которая в итоге стала бронзовой призёршей олимпийского турнира. Тем не менее, в утешительных встречах за третье место победила всех троих оппоненток, в том числе словенку Уршку Жолнир и кубинку Дриулис Гонсалес в полуфинале и финале соответственно, завоевав тем самым бронзовую олимпийскую медаль.
После пекинской Олимпиады Виллебордсе осталась в основном составе дзюдоистской команды Нидерландов и продолжила принимать участие в крупнейших международных турнирах. Так, в 2009 году она представляла страну на домашнем чемпионате мира в Роттердаме, где выиграла серебряную медаль, потерпев единственное поражение в финале от японки Ёсиэ Уэно. В следующем сезоне в полусредней весовой категории одержала победу на европейском первенстве в Вене.
Будучи в числе лидеров голландской национальной сборной, благополучно прошла квалификацию на Олимпийские игры 2012 года в Лондоне — выиграла здесь первые два матча, но в четвертьфинале была побеждена китаянкой Сюй Лили. В утешительном турнире за бронзовые награды не смогла пройти японку Уэно. Вскоре по окончании этих соревнований приняла решение завершить карьеру профессиональной спортсменки, уступив место в сборной молодым голландским дзюдоисткам.